# Jesse Spencer
Pour les articles homonymes, voir Spencer.
Jesse Gordon Spencer est un acteur australien né le 12 février 1979 à Melbourne. Il réside à Los Angeles et tourne principalement aux États-Unis. Il est surtout connu pour son rôle du docteur Robert Chase dans la série Dr House et de Matthew Casey dans Chicago Fire.

## Biographie
Jesse Gordon Spencer est le troisième de sa fratrie. Son père, ses deux frères aînés et sa sœur cadette sont médecins.
Ses sports préférés sont le rugby et le tennis. Il pratique le surf, le wakeboard, l'escalade ainsi que le snowboard. Au-delà du sport, il joue du violon (depuis l'âge de 10 ans), de la batterie, du piano et de la guitare.

## Carrière
Après avoir intégré une chorale à l'âge de 8 ans, il fait ses débuts sur scène en 1992 dans la comédie musicale Anna et le Roi.
Il a commencé à jouer la comédie à l'âge de 12 ans. Il joue pendant plusieurs années dans une série australienne très populaire appelée Les Voisins. Mais jusqu'à ses 18 ans, il considérait cela comme un passe-temps, car sa famille lui avait donné le goût de la médecine.
En 1999, il décroche un diplôme universitaire et retente des castings. Il quitte alors l'Australie pour travailler en Grande-Bretagne pendant 4 ans. Puis, il passe les auditions pour Dr House. Il y incarnera le Dr Robert Chase de 2004 à 2012.
Depuis 2012, il incarne le Lieutenant Matthew Casey, dans la série Chicago Fire. Depuis la saison 6 il est promu capitaine. Le 20 octobre 2021, lors du 200ème épisode de la série, Jesse Spencer annonce quitter la série après 10 saisons.

### Vie privée
Il s'est fiancé à l'actrice Jennifer Morrison en décembre 2006 au sommet de la Tour Eiffel, mais leurs fiançailles ont été annulées en août 2007. Il s'est marié le 27 juin 2020 avec sa compagne de longue date, Kali Woodruff.
Il a partagé une colocation avec James McAvoy et Tom Ellis lorsqu'il habitait à Londres. L'acteur écossais l'a invité à la première de son film Le Dernier Roi d'Écosse.
Lorsque Greg Grunberg a été invité dans Dr House, il a proposé à Hugh Laurie et Jesse de rejoindre le groupe Band From TV en tant que pianiste et violoniste, notamment au côté de James Denton (Mike Delfino dans la série Desperate Housewives).

## Filmographie

### Cinéma
- 2001 : Destination Londres de Craig Shapiro : Lord James Browning Jr.
- 2003 : Swimming Upstream de Russell Mulcahy : Tony Fingleton
- 2003 : Filles de bonne famille (Uptown Girls) de Boaz Yakin : Neal
- 2006 : Flourish de Kevin Palys : Eddie Gator
- 2015 : The Girl Is in Trouble de Julius Onah : Nicholas

### Courts métrages
- 2006 : The Scrpit d'Earnest Rhea : Ben
- 2010 : Tell-Tale de Greg Williams : Un amoureux

## Télévision

### Séries télévisées
- 1994 : Time Trax (en) : Bill jeune
- 1994 - 2005 : Les Voisins (Neighbours) : Bill Kennedy
- 1998 : Hercules : Triton Jr.
- 2002 : Always Greener : Kyle
- 2003 : Death in Holy Orders : Raphael Arbuthnot
- 2004 - 2012 : Dr House (House M.D) : Dr Robert Chase
- 2005 : Blue Heeler : Lee Cruickshank
- 2012 - 2022 : Chicago Fire : capitaine Matthew Casey
- 2013 : Phinéas et Ferb (Phineas and Ferb) : Liam McCracken
- 2014 : Chicago PD : capitaine Matthew Casey

### Téléfilms
- 2000 : Lorna Doone : Marwood de Whichehalse
- 2001 : Curse of the Talisman : Jeremy Campbell
- 2002 : Seuls au bout du monde (Stranded) de Charles Beeson : Fritz Robinson
- 2003 : Death in Holy Orders : Raphael Arbuthnot

### Clips
- 2010 : Say Goodbye de Katharine McPhee